# Ehirava fluviatilis
Ehirava fluviatilis és una espècie de peix pertanyent a la família dels clupeids i l'única del gènere Ehirava.

## Descripció
- Pot arribar a fer 5 cm de llargària màxima (normalment, en fa 4).
- 12-18 radis tous a l'aleta dorsal i 16-27 a l'anal.[2][3]

## Alimentació
Es nodreix exclusivament de rotífers.

## Hàbitat
És un peix d'aigua dolça, salabrosa i marina; pelàgic-nerític; amfídrom i de clima tropical (14°N-4°N, 73°E-83°E).

## Distribució geogràfica
Es troba a Àsia: el sud de l'Índia i Sri Lanka.

## Ús comercial
Es comercialitza fresc i en salaó.

## Observacions
És inofensiu per als humans.